# Coralie Lassource
Coralie Gladys Lassource (* 1. September 1992 in Maisons-Laffitte, Frankreich) ist eine französische Handballspielerin, die dem Kader der französischen Nationalmannschaft angehörte.

## Karriere

### Im Verein
Lassource begann das Handballspielen im Alter von zehn Jahren, nachdem sie mit ihren Eltern nach Martinique zog. Später lief die Außenspielerin für die 2. Mannschaft von Issy Paris Hand auf. Nachdem die 1. Mannschaft aus der höchsten französischen Liga zwangsabsteigen musste, rückte sie nach diversen Abgängen in den Kader auf. Mit Issy Paris Hand gewann sie 2010 die Zweitligameisterschaft und feierte den damit verbundenen Wiederaufstieg in die Erstklassigkeit.
Lassource konnte sich schnell mit dem Verein in der höchsten französischen Spielklasse etablieren und gewann im Jahr 2013 den französischen Ligapokal. Im selben Jahr stand Issy Paris Hand im Finale des Europapokals der Pokalsieger, in dem die Mannschaft im Hin- sowie im Rückspiel deutlich gegen die österreichischen Mannschaft von Hypo Niederösterreich unterlag. In der folgenden Saison erreichte die Mannschaft im EHF Challenge Cup erneut ein Europapokalfinale. Diesmal traf Issy Paris Hand mit der Mannschaft von H 65 Höör auf einem ebenbürtigen Gegner, dem sich die Französinnen aufgrund der Auswärtstorregel geschlagen geben mussten.
Lassource schloss sich zur Saison 2017/18 dem ungarischen Erstligisten Érd NK an. Seit der Saison 2019/20 steht die Rechtshänderin beim französischen Erstligisten Brest Bretagne Handball unter Vertrag. Mit Brest gewann sie 2021 sowohl die französische Meisterschaft als auch den französischen Pokal. Weiterhin stand Lassource im Jahr 2021 in der EHF Champions League zum insgesamt dritten Mal in ihrer Karriere in einem Europapokalfinale, in dem sie gegen die norwegische Spitzenmannschaft Vipers Kristiansand unterlag.
Lassource pausiert seit dem Sommer 2025 aufgrund ihrer ersten Schwangerschaft.

### In der Nationalmannschaft
Lassource lief anfangs für die französische Jugendnationalmannschaft auf, mit der sie sowohl bei der U-17-Europameisterschaft 2009 als auch bei der U-18-Weltmeisterschaft 2010 den vierten Platz belegte. Anschließend gehörte Lassource dem Kader der französischen Juniorinnennationalmannschaft an, mit der sie das erste Großturnier, die U-19-Europameisterschaft 2011, auf dem zehnten Platz abschloss. Ein Jahr später errang sie mit der französischen Auswahl die Silbermedaille bei der U-20-Weltmeisterschaft 2012.
Coralie Lassource bestritt am 8. Oktober 2015 ihr Debüt für die französische A-Nationalmannschaft gegen Island. Noch im selben Jahr lief Lassource für Frankreich bei der Weltmeisterschaft auf, für die sie in sechs Einsätzen insgesamt zwei Treffer erzielte. Bei den Olympischen Spielen in Tokio führte Lassource ihre Mannschaft als Kapitänin aufs Feld, mit der sie die Goldmedaille gewann. Sie steuerte insgesamt zehn Treffer zum Erfolg bei. Im selben Jahr gewann sie bei der Weltmeisterschaft die Silbermedaille und wurde in das All-Star-Team gewählt.  Mit Frankreich gewann sie die Weltmeisterschaft 2023. Bei den Olympischen Spielen in Paris gewann sie die Silbermedaille. Im Juni 2025 beendete sie ihre Länderspiellaufbahn.

## Sonstiges
Ihre Schwester Déborah Lassource spielt ebenfalls Handball.